# رولاند كليمنت
رولاند كليمنت (بالإنجليزية: Roland Clement)‏ هو أحيائي وعالم بيئة أمريكي، ولد في 22 نوفمبر 1912 في فول ريفر في الولايات المتحدة، وتوفي في 21 مارس 2015 في هامدن في الولايات المتحدة.